# Inês de Montepulciano
Inês de Montepulciano, O.P. (em italiano:  Agnes; Montepulciano, 28 de janeiro de 1268 – Montepulciano, 20 de abril de 1317), foi uma prioresa dominicana na Toscana medieval muito conhecida na época por realizar milagres ainda em vida. Ela é considerada santa pela Igreja Católica.

## Vida e obras

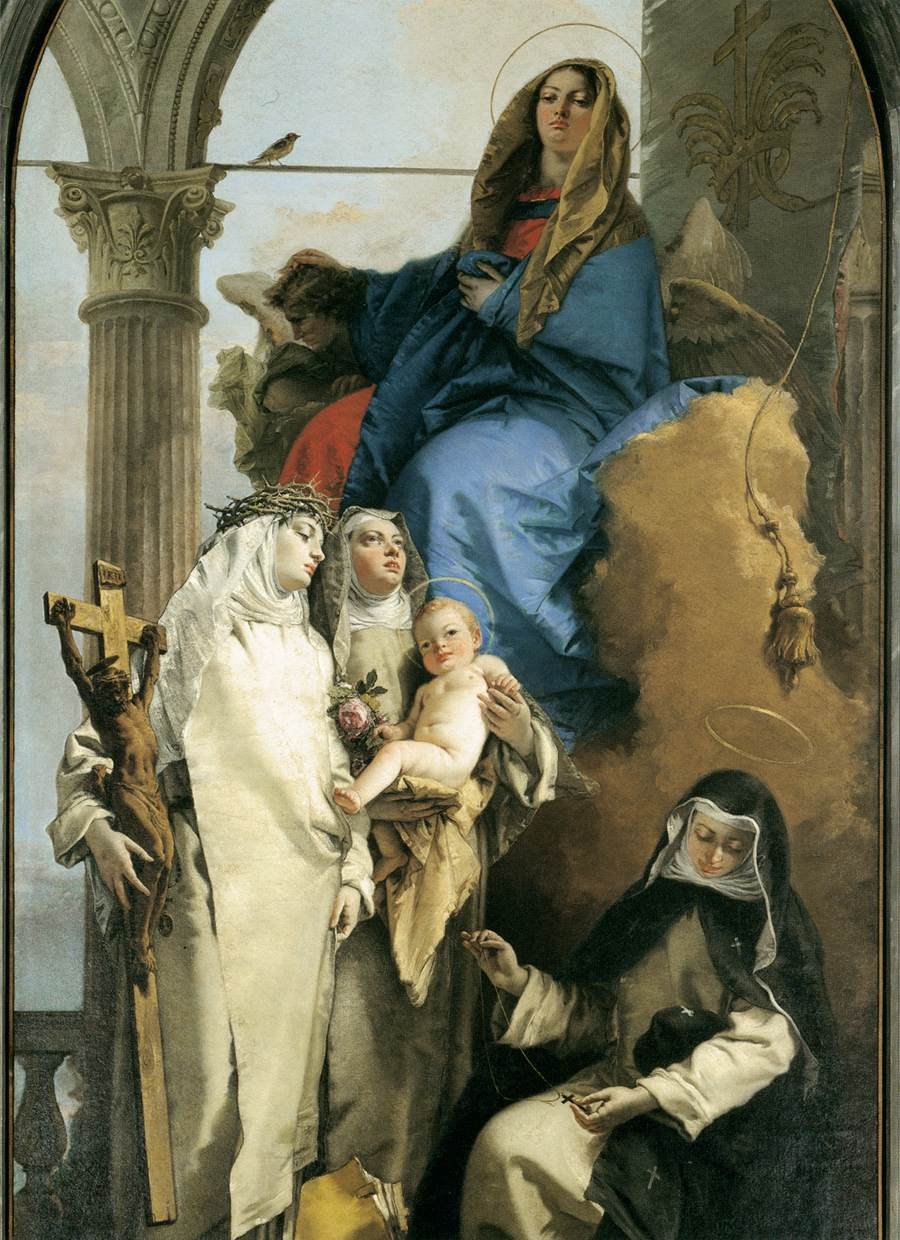
Aparição da Virgem as Santas Dominicanas (Catarina de Siena, Rosa de Lima e Inês de Montepulciano), por Giovanni Battista Tiepolo

Inês nasceu em 1268 na nobre família Segni em Gracciano, uma frazione de Montepulciano, que na época era parte dos Estados Papais. Aos nove anos, convenceu os pais a deixarem que ela ingressasse num mosteiro franciscano para mulheres na cidade, que estava sob os cuidados das "Irmãs do Saco", uma referência ao rude hábito que vestiam. Foi necessária uma autorização do papa para que ela fosse aceita tão jovem, uma exceção às normas do Direito Canônico. A partir daí, passou a viver uma vida simples e contemplativa
Em 1281, o senhor do castelo de Proceno, um feudo de Orvieto, propôs às freiras de Montepulciano que enviassem algumas irmãs até lá para que fundassem um novo mosteiro e Inês estava entre elas. Aos quatorze anos, foi nomeada tesoureira da nova comunidade.
Sete anos depois, Inês, então com apenas 20 anos de idade, já conhecida por sua devoção ao Santíssimo Sacramento e pela profunda vida de oração, foi eleita abadessa da comunidade. Depois disto, ganhou também uma reputação de realizar milagres e pessoas sofrendo de enfermidades físicas e mentais passaram a procurá-la em busca de cura. Conta a história que ela teria "multiplicado pães", criando muitos a partir de poucos em várias ocasiões, relembrando a multiplicação dos pães e peixes realizada por Jesus. Ela própria, porém, sofria frequentemente por causa da sua saúde e ficava por longos períodos de tempo adoentada.
Em 1306, Inês foi chamada de volta para o mosteiro de Montepulciano, onde se aprofundou em suas orações e, conta-se, passou a ter visões. Depois de retornar, Inês comandou a construção de uma igreja, Santa Maria Novella, para homenagear a Virgem Maria, pois se sentiu compelida a fazê-lo depois de uma visão anos antes. Ela também experimentou uma visão de São Domingos, o que levou-a a liderar as freiras de seu mosteiro a abraçarem a Regra de Santo Agostinho como membros da Ordem dos Pregadores (dominicanos). Além disso, Inês era frequentemente chamada para apaziguar as rixas das famílias da cidade.
Dez anos depois, a saúde de Inês se deteriorou tanto que seu médico sugeriu que ela procurasse um alívio nas fontes termais da cidade vizinha de Chianciano Terme e suas irmãs conseguiram convencê-la a seguir a recomendação. Apesar dos muitos relatos de curas no local, a situação de Inês não melhorou em nada nas fontes. Sua saúde piorou de tal forma que ela teve que ser carregada de volta ao mosteiro numa maca.
Inês morreu no dia 20 de abril seguinte, aos quarenta e nove anos. Os frades dominicanos tentaram conseguir um bálsamo (ou mirra) para embalsamar seu corpo, mas descobriu-se que o cadáver estava exalando naturalmente um odor adocicado e que seus membros permaneceram flexíveis.
Quando seu corpo foi movimentado anos depois de sua morte para a igreja do mosteiro, descobriu-se que ele estava incorrupto. A partir de então, seu túmulo tornou-se o destino de peregrinações.
Cerca de cinquenta anos depois, um frade dominicano, o beato Raimundo de Cápua, que serviu como confessor de Santa Catarina de Siena, escreveu um relato sobre a vida de Inês. Ele conta que o corpo da santa ainda estava com a aparência que ela tinha em vida. A própria Catarina se referia a ela como "Nossa mãe, a gloriosa Inês" e peregrinou até o túmulo de Inês durante uma visita a sua sobrinha, Eugenie, que era uma freira em Montepulciano.
Inês foi canonizada pelo papa Bento XIII em 1726 e sua festa litúrgica é celebrada entre os dominicanos no dia 20 de abril.